# 김양건
김양건(金養建, 1942년 4월 24일~2015년 12월 29일)은 조선민주주의인민공화국의 정치인이다.

## 생애
김일성종합대학 외문학부에서 프랑스 문학을 전공했다. 1970년대부터 당 국제부 지도원 과장을 지냈다. 1990년 4월 최고인민회의 제9기 대의원을 거쳐 1997년 4월 당 국제부 부장, 1998년 7월 최고인민회의 제10기 대의원(제84호 선거구) 2005년 7월 국방위원회 참사(대외사업 담당), 2007년 5월 27일 국방위원회 참사에서 조선로동당 통일전선부장으로 전임하였다. 이때 조선아시아태평양평화위원회 위원장도 겸하였다.
2009년 4월 9일 최고인민회의 상임위원회 위원을 거쳐 2009년 8월 다시 조선아시아태평양평화위원회 위원장에 올랐다. 2015년 12월 29일 조선중앙통신은 김양건이 오전 6시 15분 즈음에 갑작스런 교통 사고로 사망했다고 보도했다. 2015년 12월 30일에 김양건 살해 의혹이 제기되었다.

## 일화
2009년 8월 21일부터 23일 동안 특사조의 방문단원으로 전 대한민국 대통령 김대중의 서거에 조문하기 위해 서울을 방문했다. 2014년 10월 4일에는 황병서 국방위원회 부위원장, 최룡해 조선로동당 비서와 함께 2014년 아시안 게임 폐막식 참석을 위해 인천을 방문했다.